# Vincenzo Marra
Vincenzo Marra (Nàpols, 18 de setembre de 1972) és un director de cinema i guionista italià.

## Biografia
L'any 1996 va deixar la seva activitat com a fotògraf esportiu per provar-se en el món del cinema.
A finals dels noranta va escriure i dirigir dos curtmetratges, Una rosa, prego e La vestizione.
El seu primer llargmetratge, Tornando a casa, produït l'any 2001 per Amedeo Pagani i Gianluca Arcopinto, distribuït per Sacher Film, va guanyar 18 premis internacionals, inclosos els premis a la millor pel·lícula de la Setmana Internacional de la Crítica a la 58a Mostra Internacional de Cinema de Venècia i a la millor pel·lícula a Buenos Aires Festival Internacional de Cinema Independent (Bafici). A més, Marra va ser nominat al David di Donatello al millor director novell.
Posteriorment va realitzar dos documentals: E.A.M - Estranei alla massa, que va guanyar el premi Pier Paolo Pasolini l'any 2001 i va participar en la competició al Festival Internacional de Cinema de Locarno l'any següent, i Paesaggio a sud, present a la secció Nous Territoris a la 60a Mostra Internacional de Cinema de Venècia.
El 2004 va escriure i dirigir el seu segon llargmetratge, Vento di terra, produït per Tilde Corsi i Gianni Romoli i distribuït per Mikado. La pel·lícula rep nombrosos premis, com ara la Premi FIPRESCI a la 61a Mostra Internacional de Cinema de Venècia, la millor pel·lícula al Festival de cinema de Gijón, la pel·lícula revelació de l'any de la Semaine de la Critique al Festival de Cinema de Canes, i la Grolla d'oro a la pel·lícula més vista en festivals internacionals.
L'any 2005 va tornar a estar present a Locarno en el concurs de vídeos amb un documental titulat 58%. El 2006 va dirigir el documental L'udienza è aperta, , una investigació sobre la justícia italiana del nostre temps, les seves institucions i els seus protagonistes. Partint de la Cort de Nàpols il·lumina la condició de la justícia a Itàlia. L'udienza è aperta va participar al Giornate degli Autori a Venècia i està nominat al David di Donatello al millor documental. L'any 2007 va competir a Venècia amb L'ora di punta, que narra la història d'un jove agent de la Guardia di Finanza l'ambició del qual el porta a cedir als atractius econòmics de la corrupció. La pel·lícula guanya la Palmera de Bronze a la XXIX edició de la Mostra de València. El 2008 va estar en competició al Festival de Torí a la selecció italiana Doc amb Il grande projetto, un documental sobre la reurbanització urbana de l'antic recinte industrial de Bagnoli i va guanyar el Premi Avanti.
Il gemello es va presentar a competició a les Jornades dels Autors de la 69a Mostra Internacional de Cinema de Venècia, va ser distribuït al cinema per Gianluca Arcopinto i va rebre el premi Menció Especial del Jurat al Nastri d'argento 2013. El 2013 va realitzar el documental L'amministratore que va obrir la secció Maxi de la Festa del Cinema di Roma, i on es va celebrar una retrospectiva dels documentals de Vincenzo Marra dedicats a Nàpols. L'any següent va fer un episodi de la pel·lícula Les Ponts de Sarajevo presentada a Canes a la selecció oficial com a esdeveniment especial. L'any 2015 va realitzar la pel·lícula de ficció La prima luce, que va ser distribuïda en sales per BiM i que es va presentar a competició al Dia dels Autors de Venècia. La pel·lícula guanya el premi Pasinetti. La següent pel·lícula, titulada L'equilibrio, es va estrenar als cinemes el 2017 per Warner Bros. i es presenta a concurs al Dia dels Autors de Venècia.

## Filmografia
- Una rosa, prego - curtmetratge (1998)
- La vestizione - curtmetratge (1998)
- Tornando a casa (2001)
- E.A.M - Estranei alla massa - documental (2002)
- Paesaggio a sud (2003)
- Vento di terra (2004)
- 58% - documental (2005)
- L'udienza è aperta (2006)
- L'ora di punta (2007)
- Il grande progetto - documental (2008)
- Il gemello (2012)
- L'amministratore - documental (2013)
- I ponti di Sarajevo (2014)
- La prima luce (2015)
- L'equilibrio (2017)
- La volta buona (2020)
- Sei donne - Il mistero di Leila (2023)

## Premii i reconeixements
- 2021 - Nastro d'argento[5]

Candidatura a millor argument - La volta buona